# Stray Kids
Stray Kids (em coreano: 스트레이 키즈; romaniz.: Seuteurei kijeu; comumente abreviado como SKZ) é um grupo masculino sul-coreano formado pela JYP Entertainment. É composto por oito integrantes: Bang Chan, Lee Know, Changbin, Hyunjin, Han, Felix, Seungmin e I.N. Por motivos pessoais não revelados, Woojin deixou o grupo em outubro de 2019. Stray Kids produz suas próprias gravações; a equipe principal de produção se chama 3Racha e consiste em Bang Chan, Changbin e Han, e os outros membros frequentemente participam da composição das músicas.
Bang Chan selecionou cada membro para fazer parte do grupo antes das filmagens do reality show homônimo de 2017, o que é incomum no K-pop, onde esse poder normalmente recai sobre executivos e diretores criativos. O grupo lançou seu primeiro extended play (EP) de estreia não oficial, Mixtape, em janeiro de 2018, e estreou oficialmente em 25 de março com o EP I Am Not, seguido pelos EPs I Am Who e I Am You, completando a série I Am. A trilogia Clé, composta por Clé 1: Miroh, Clé 2: Yellow Wood e Clé: Levanter, foi lançada em 2019.
Seu primeiro álbum de estúdio, Go Live (2020), tornou-se o primeiro projeto do grupo a conquistar o certificado de platina da Korea Music Content Association (KMCA). No mesmo ano, Stray Kids fez sua estreia japonesa com a coletânea SKZ2020, lançada através da Epic Records Japan. Seu single de estreia japonês, "Top", estreou no topo da tabela de singles da Oricon, tornando o grupo o quarto ato masculino estrangeiro a conquistar o feito com seu primeiro single.
Em 2021, o segundo álbum de estúdio de Stray Kids, Noeasy, tornou-se o primeiro do grupo a vender mais de um milhão de cópias. Após assinar com a Republic Records para promoções nos Estados Unidos em 2022, o grupo lançou os EPs Oddinary, Maxident (ambos de 2022), Rock-Star (2023) e Ate (2024); seu terceiro álbum de estúdio, 5-Star (2023); e sua primeira mixtape, Hop (2024). Esses seis lançamentos lideraram a Billboard 200 e ingressaram na tabela de álbuns britânica, configurando-os como o primeiro ato a estrear no topo Billboard 200 com seus seis primeiros projetos comercializados nos Estados Unidos. 5-Star fez de Stray Kids o terceiro grupo na história a ter um álbum com mais de cinco milhões de unidades vendidas, certificadas pela KMCA. Em 2023, o grupo apareceu na lista da revista Time dos Líderes da Próxima Geração. Com base em dados de 2024, Stray Kids já vendeu mais de 31 milhões de álbuns, contabilizando lançamentos coreanos e japoneses.

## Nome

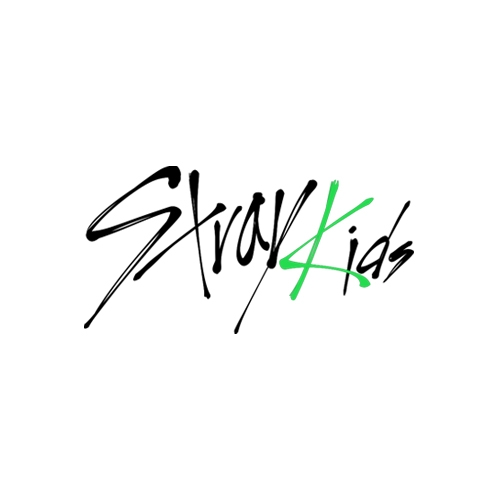

O nome do grupo "Stray Kids" não foi definido pela JYP Entertainment, mas conceituado pelos próprios membros. Originalmente se referia a uma criança perdida que quer perseguir seus sonhos e mais tarde representaria a ideia de encontrar um caminho fora do comum.

## História

### 2017: Formação através de um reality show
Em setembro de 2017, a JYP Entertainment anunciou oficialmente o novo reality show da agência para lançar um projeto de debut de ídolos masculinos com o conceito “Trainees que sonham em debutar VS JYP”. Mais detalhes e informações foram lançados nos próximos dois meses, incluindo o título do programa - Stray Kids.. Uma das informações que mais chamou atenção sobre o programa foi a de que os trainees não apresentariam covers de outros artistas em suas missões, e sim criariam as próprias músicas e coreografias. No dia 26 de setembro, foi lançado o primeiro teaser do programa, aumentando a sua antecipação.
Antes da estreia do programa, no dia 6 de outubro, a JYP lançou o primeiro MV do grupo. A música era intitulada "Hellevator" e mais tarde foi lançada como single digital. Já no segundo episódio do programa, seria revelado que a música era uma das missões que eles deveriam completar. Nos dias 11, 12 e 13 de outubro foram lançados os teasers individuais dos membros e o programa estreou no dia 17.
Nos episódios 5 e 8, Minho e Felix foram respectivamente eliminados. Apesar disso, no último episódio, que foi transmitido ao vivo no dia 19 de dezembro, Park Jin Young deu uma última chance de retorno ao grupo aos dois trainees, que seria decidida por meio de uma votação. O resultado foi de 96% para a permanência dos dois no grupo contra 4% que votou contra. Sendo assim, a formação final do grupo permaneceu a mesma do começo, com nove membros.

### 2018: EPpré-debut‘MIXTAPE’ edebutoficial com “I am Not”
Após o fim do programa, no dia 8 de janeiro de 2018, a JYP Entertainment lançou um EP de pré-debut intitulado ‘MIXTAPE’ contendo todas as músicas apresentadas pelo grupo durante o programa. Todas as sete músicas do EP foram totalmente ou parcialmente escritas e produzidas pelo grupo, sendo a maioria creditada ao 3Racha.
No dia 5 de março de 2018, a JYP lançou um trailer do que seria o debut do Stray Kids, ‘I am Not’. Nos dias 14, 15 e 16 de março, foram lançados os teasers individuais.
No dia 26 de março de 2018, foi lançado o MV de debut do Stray Kids, "District 9". Atualmente, o videoclipe possui mais de 64 milhões de visualizações. É um dos debuts com mais views da história do K-Pop. Entretanto, o boygroup conseguiu mais views com "My Pace", o MV do seu novo álbum, I am Who, que conta com mais de 90 milhões de visualizações.
Durante 2018 o grupo promoveu sua série de álbuns intituladas I AM, contando com "I am Not", "I am Who"  e "I am You". Em seu primeiro álbum é sobre perceber que não somos nós mesmo e de buscar nossa verdadeira identidade, já no seu segundo álbum, é o questionamento em cima de quem realmente somos e no seu último álbum da série os meninos contam que independente de se descobrir ou não, devemos nos apoiar nas pessoas em volta que estão sempre lá para nos ajudar.

### 2019: UNVEIL TOUR, "Encontrando Stray Kids",Clé 1: Miroh,Clé 2: Yellow Wood,Clé: Leventer esaída do Woojin
No final de 2018 foi anunciado a primeira tour do Stray Kids, que começaria no dia 19 de Janeiro de 2019 em Bangkok, na Tailândia. A Unveil Tour é uma turnê ao redor do mundo com todas as músicas já liberadas da séria de álbuns I AM:... do Stray Kids em seus showcases.
A turnê conta com passagens em países como Tailândia, Indonésia, Austrália, Filipinas e Estados Unidos.
Seu primeiro comeback de 2019 foi no dia 25 de Março com seu 4º mini álbum chamado "Clé 1:Miroh" [Clé em francês significa Chave, e Miroh vem de "미로 (miro)", labirinto em coreano. O grupo lançou um teaser sobre o comeback onde mostra 9 chaves se formando em uma única have que abre um labirinto que forma o título do seu próximo álbum. O clipe já conta com mais de 100 milhões de visualizações.
No dia 06 de Março foi anunciado, através de um teaser, que o Stray Kids lançaria seu primeiro reality show pela Mnet chamado "Encontrando Stray Kids" tendo sua estreia prevista para o dia 20 de Março.
No dia 04 de abril, o grupo conquistou seu primeiro lugar em um programa musical no M!Countdown.
Em 19 de junho, o grupo lançou seu primeiro álbum especial, Clé 2: Yellow Wood, junto com a faixa-título "Side Effects" (em coreano: 부작용).
O grupo lançou um single digital intitulado "Double Knot" em 9 de outubro de 2019 e também anunciou sua turnê chamada "District 9 Unlock World Tour" a partir de 23-24 de novembro de 2019 no Olympic Hall, Seul, Coréia do Sul. O grupo lançaria seu quinto mini-álbum intitulado "Clé: Levanter " no dia 24 de novembro de 2019. No entanto, em 28 de outubro de 2019, a JYPE anunciou que Woojin havia deixado o grupo e a empresa devido a problemas pessoais e adiou o lançamento de" Clé: Levanter" para o dia 9 de dezembro de 2019. No dia 13 de novembro de novembro de 2019, o grupo lançou o videoclipe de "Astronaut", seu primeiro single como um grupo de oito membros.
No dia 9 de dezembro de 2019, Stray Kids lançou seu quinto mini-álbum, Clé: LEVANTER. Junto com o mesmo, lançou o single "Levanter", que foi descrito da segunite maneira (em tradução livre) pela Billboard: "Em particular, "Levanter" enfatiza o objetivo dos Stray Kids de serem as formas mais sérias de si mesmos". O videoclipe já conta com mais de 44 milhões de visualizações.

### 2020: Estréia no Japão,Go liveeAll in
Stray Kids lançou as primeiras versões em inglês de "Double Knot" e "Levanter" como singles digitais juntos intitulados Step Out of Clé, juntamente com um vídeo de performance da versão em inglês de "Double Knot" em 24 de janeiro. Eles debutaram oficialmente no Japão em 24 de janeiro. 18 de março com o álbum de compilação SKZ2020, que continha novas gravações de músicas anteriores e incluía versões japonesas de "My Pace", "Double Knot" e "Levanter", através da Epic Records Japan. O grupo lançou o segundo single digital Mixtape Project "Mixtape: On Track" em 26 de março. Em 3 de junho, Stray Kids lançou seu primeiro single japonês, "Top", e seu lado B "Slump". O primeiro foi usado como música tema do anime Tower of God; uma versão coreana foi lançada em 13 de maio e uma versão em inglês em 20 de maio. O single estreou no topo da Oricon Singles Chart, tornando-os o quarto artista masculino estrangeiro na história a estrear em primeiro lugar na parada com seu primeiro single, depois de Jang Keun-suk, EXO e iKON.
Em 17 de junho, Stray Kids lançou seu primeiro álbum de estúdio Go Live ao lado do single "God's Menu", incluindo na lista de faixas as versões coreanas de "Top" e "Slump" e os singles lançados anteriormente "Gone Days" e "On Track". Go Live se tornou o álbum mais vendido do grupo na época, estreando no topo do Gaon Álbum Chart semanal e vendendo 243.462 cópias até o final do mês para alcançar o número cinco no Gaon Álbum Chart mensal. O álbum foi certificado de platina pela Korea Music Content Association (KMCA) em agosto de 2020, o primeiro álbum do grupo a conseguir isso. "God's Menu" se tornou o primeiro single do grupo a aparecer no Gaon Download Chart semanal, estreando no número 144. Três meses depois, o grupo reeditou seu primeiro estúdio álbum como In Life em 14 de setembro. Durante as promoções, o grupo recebeu duas vitórias em shows de música: uma no MBC M's Show Champion e outra no Mnet's M Countdown. O single "Back Door" foi reconhecido pela revista Time em oitavo lugar em sua lista dos 10 melhores músicas de 2020, a única música de um ato coreano na lista, e descrita como "um Frankenstein astuto que é tão cativante quanto complexo".
Em 4 de novembro, Stray Kids lançou seu primeiro EP japonês, All In, com a faixa-título "All In" servindo como single principal. O EP também incluiu versões japonesas de "God's Menu" e "Back Door", bem como seu primeiro single japonês "Top". Em 22 de novembro, o grupo realizou seu primeiro show online, intitulado "Unlock: Go Live In Life", via Beyond Live, que foi considerado uma continuação de sua turnê "District 9: Unlock" que enfrentou adiamento e cancelamento devido a preocupações com o Pandemia do covid19. Durante o show, o grupo apresentou a versão coreana de sua música "All In" pela primeira vez, que acabou sendo lançada em 26 de novembro como um single digital.

### 2021:Kingdom: Legendary WareNoeasy
No Mnet Asian Music Awards de 2020, foi anunciado que Stray Kids se juntaria a Ateez e The Boyz na temporada inaugural de Kingdom: Legendary War, um show de competição de boy group da Mnet; BTOB, iKON e SF9 foram posteriormente confirmados como participantes. Em 28 de maio de 2021, o grupo lançou uma música para a rodada final da competição intitulada "Wolfgang", que marcou a primeira aparição do grupo no principal Gaon Digital Chart, no número 138. Eles venceram o programa em 3 de junho, ganhando-os seu próprio reality show e um show especial da Semana do Reino para seu retorno.

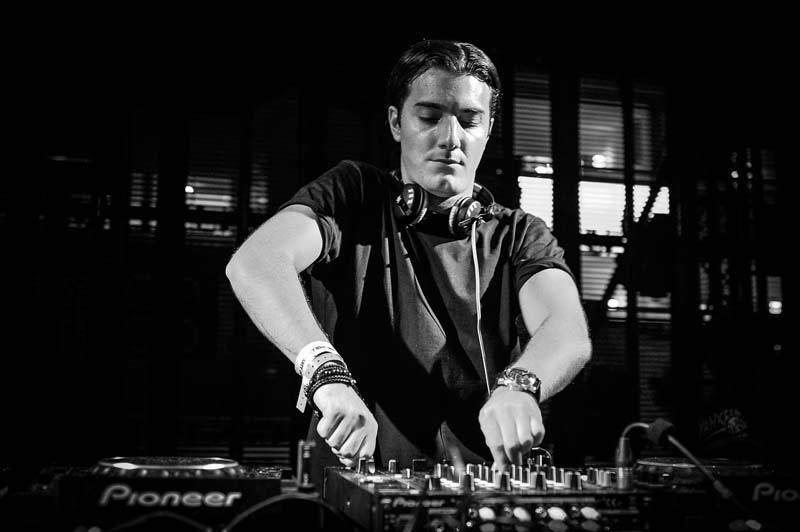

Stray Kids colaborou com Alesso (foto) e Corsak em "Going Dumb"
Stray Kids realizou seu primeiro fanmeeting oficial, Stray Kids 1st #LoveStay 'SKZ-X' em 20 de fevereiro de 2021, via V Live e seu primeiro fanmeeting japonês - STAYing Home Meeting - para o primeiro aniversário de sua estréia japonesa em 18 de março O grupo colaborou com o produtor sueco Alesso e o DJ chinês Corsak na versão coreana da música "Going Dumb" para a versão do jogo para celular do PUBG, lançada em 19 de março. A música estreou no número 13 no Hot Dance/Electronic Songs da Billboard, primeira aparição do grupo no gráfico.
Stray Kids lançou de surpresa o terceiro single de seu projeto Mixtape, "Mixtape: Oh", em 26 de junho. Ele estreou no topo da Billboard World Digital Song Sales, seu primeiro número um na parada. O grupo lançou seu segundo álbum de estúdio Noeasy em 23 de agosto. Ele estreou no topo do Gaon Álbum Chart, vendendo mais de 1,1 milhão de cópias em agosto de 2021 e certificado milhões pela KMCA, tornando-os o primeiro ato da JYP Entertainment a vender mais de um milhão de cópias de um álbum. O single principal "Thunderous" alcançou o número 33 no Gaon Digital Chart e o número 80 na Billboard Global 200 e ganhou seis vitórias em programas de música. O videoclipe que o acompanha no YouTube atingiu 100 milhões de visualizações em 55 dias após o lançamento, o quinto e mais rápido vídeo do grupo a atingir essa marca.
O grupo lançou seu segundo single japonês "Scars"/"Thunderous" (versão japonesa) em 13 de outubro. O single entrou em segundo lugar na Oricon Singles Chart e na Billboard Japan Hot 100, vendendo mais de 180.000 cópias de CD. Um álbum single de "feriado especial" com tema de Natal intitulado Christmas EveL foi lançado em 29 de novembro, apresentando a faixa-título e "Winter Falls" como singles principais. Ele alcançou o topo do Gaon Álbum Chart, vendendo mais de 743.000 cópias somente em 2021, e foi certificado com platina dupla pela KMCA. O grupo encerrou o ano com o lançamento digital de SKZ2021, um álbum de compilação incluindo versões regravadas de músicas anteriores e a versão coreana de "Scars", em 23 de dezembro.

### 2022:Oddinary,CircuseMaxident
Em 10 de fevereiro de 2022, foi anunciado que Stray Kids assinou com a Republic Records para promoções nos Estados Unidos como parte da parceria estratégica da JYP com a gravadora, ao lado de Itzy. O grupo realizou seu segundo fanmeeting 2nd #LoveStay 'SKZ's Chocolate Factory' de 12 a 13 de fevereiro no Olympic Hall; o segundo dia também foi transmitido via Beyond Live. Stray Kids lançou seu sexto EP Oddinary em 18 de março. O EP liderou as paradas na Coréia do Sul, Finlândia, Polônia e Estados Unidos, vendendo mais de 1,5 milhão de cópias em março. Tornou-se o primeiro álbum do Stray Kids a aparecer no UK Álbums Chart e Billboard 200. Este último os tornou o terceiro ato coreano na história a liderar o gráfico, depois de BTS e SuperM. Seu primeiro single Maniac se tornou a primeira música do grupo a figurar no UK Singles Chart no número 98, e o Bubbling Under Hot 100 no número 19, entre outros.
Em apoio ao Oddinary, Stray Kids anunciou sua segunda turnê Maniac World Tour, programada para começar em 29 de abril em Seul, Coréia do Sul, seguida de shows no Japão, Estados Unidoss e Ásia-Pacífico. Em 22 de junho, Stray Kids lançou seu segundo EP japonês Circus, precedido pela versão japonesa de "Maniac", a nova música "Your Eyes" e a faixa-título. O EP estreou no número dois na Oricon Álbums Chart e no topo da Billboard Japan Hot Álbums. O grupo lançou de surpresa o single "Mixtape: Time Out" em 1º de agosto, para comemorar seu quarto aniversário de revelar o nome do fandom, Stay.
Antes do próximo lançamento, Stray Kids lançou "Heyday", cantada por 3Racha, como parte de Street Man Fighter como parte da Mega Crew Mission. O sétimo EP do grupo, Maxident, foi lançado em 7 de outubro, com o single "Case 143". O EP estreou no topo na Coréia do Sul, Polônia e Estados Unidos. Este último se tornou seu segundo álbum número um consecutivo no país após seis meses e três semanas de Oddinary, e o quarto álbum sul-coreano e não inglês a liderar a parada. Em outubro de 2022, Stray Kids vendeu mais de 10 milhões de remessas de álbuns de lançamentos coreanos e japoneses.

## Integrantes
- Bang Chan (em coreano: 방찬; romaniz.: Bang Chan), nascido Christopher Chahn Bahng em Sydney, Austrália, em 3 de outubro de 1997 (27 anos). Líder, vocalista, rapper, dançarino, produtor.
- Lee Know (hangul: 리노) (rr: Lino), nascido Lee Min Ho (hangul: 이민호) em 25 de outubro de 1998 (26 anos) em Gyeonggi, Coreia do Sul. Dançarino, vocalista.
- Changbin (hangul: 창빈), nascido Seo Chang Bin (hangul: 서창빈) em 11 de agosto de 1999 (25 anos) em Gyeonggi-do, Coreia do Sul. Rapper, produtor.
- Hyunjin (hangul: 현진) (rr: Hyeonjin), nascido Hwang Hyun Jin (hangul: 황현진) em 20 de março de 2000 (25 anos) em Seul, Coreia do Sul. Dançarino, rapper.
- Han (hangul: 한), nascido Han Ji Sung (hangul: 한지성) em 14 de setembro de 2000 (24 anos) em Incheon, Coreia do Sul. Rapper, vocalista, produtor.
- Felix (hangul: 필릭스) (rr: Pilligseu), seu nome coreano é Lee Yongbok (hangul=이 용복), nascido Lee Felix (hangul: 이필릭스) em 15 de setembro de 2000 (24 anos) em Sydney, Austrália. Dançarino, rapper.
- Seungmin (hangul: 승민) nascido Kim Seung Min (hangul: 김승민) em 22 de setembro de 2000 (24 anos) em Seul, Coreia do Sul. Vocalista.
- I.N (hangul: 아이엔) (rr: Aien), nascido Yang Jeong In (hangul: 양정인) em 8 de fevereiro de 2001 (24 anos) em Busan, Coreia do Sul. Maknae, vocalista.

## Discografia

### Álbuns de estúdio
| Título         | Detalhes do álbum                                                                                            | Melhor posição nas paradas | Melhor posição nas paradas | Melhor posição nas paradas | Melhor posição nas paradas | Melhor posição nas paradas | Vendas                       | Certificação   |
| Título         | Detalhes do álbum                                                                                            | KOR                        | JPN                        | NZ Heat.                   | TW Five                    | US World                   | Vendas                       | Certificação   |
| -------------- | --- | -------------------------- | -------------------------- | -------------------------- | -------------------------- | -------------------------- | ---------------------------- | -------------- |
| Go Live (GO生) | - Lançamento: 17 de junho de 2020 - Gravadora: JYP Entertainment - Formatos: CD, digital download, Streaming | 1                          | 6                          |                            |                            | 4                          | - KOR: 374,184 - JPN: 39,911 | KMCA: Platinum |

### Relançamentos
| Título         | Detalhes do álbum                                                                                               | Melhor posição nas paradas | Melhor posição nas paradas | Melhor posição nas paradas | Melhor posição nas paradas | Melhor posição nas paradas | Vendas                       | Certificação   |
| Título         | Detalhes do álbum                                                                                               | KOR                        | JPN                        | NZ Heat.                   | TW Five                    | US World                   | Vendas                       | Certificação   |
| -------------- | --- | -------------------------- | -------------------------- | -------------------------- | -------------------------- | -------------------------- | ---------------------------- | -------------- |
| In Life (IN生) | - Lançamento: 14 de setembro de 2020 - Gravadora: JYP Entertainment - Formatos: CD, digital download, Streaming | 1                          | 11                         |                            |                            | 4                          | - KOR: 452,576 - JPN: 39,911 | KMCA: Platinum |

### Extended plays
| Título  | Detalhes do álbum                                                                                  | Melhor posição nas paradas | Melhor posição nas paradas | Melhor posição nas paradas | Melhor posição nas paradas | Melhor posição nas paradas | Vendas                      |
| Título  | Detalhes do álbum                                                                                  | KOR                        | JPN                        | NZ Heat.                   | TW Five                    | US World                   | Vendas                      |
| ------- | -------------------------------------------------------------------------------------------------- | -------------------------- | -------------------------- | -------------------------- | -------------------------- | -------------------------- | --------------------------- |
| Mixtape | - Lançamento: 8 de janeiro de 2018 - Gravadora: JYP Entertainment - Formatos: CD, digital download | 2                          | 47                         | 9                          | 4                          | 2                          | - KOR: 110,445 - JPN: 1,063 |

### Mini álbuns
| Título        | Detalhes do álbum                                                                                            | Melhor posição nas paradas | Melhor posição nas paradas | Melhor posição nas paradas | Melhor posição nas paradas | Melhor posição nas paradas | Vendas                                  |
| Título        | Detalhes do álbum                                                                                            | KOR                        | JPN                        | NZ Heat.                   | TW Five                    | US World                   | Vendas                                  |
| ------------- | --- | -------------------------- | -------------------------- | -------------------------- | -------------------------- | -------------------------- | --------------------------------------- |
| I am NOT      | - Lançamento: 26 de março de 2018 - Gravadora: JYP Entertainment - Formatos: CD, digital download            | 4                          | —                          | 9                          | 2                          | 5                          | - KOR: 143,872 - JPN: 2,036             |
| I am WHO      | - Lançamento: 6 de agosto de 2018 - Gravadora: JYP Entertainment - Formatos: CD, digital download            | 3                          | 34                         | —                          | 2                          | 5                          | - KOR: 170,923 - JPN: 1,474             |
| I am YOU      | - Lançamento: 22 de outubro de 2018 - Gravadora: JYP Entertainment - Formatos: CD, digital download          | 2                          | 34                         | —                          | 2                          | 8                          | - KOR: 174,655 - JPN: 2,234 - US: 2,000 |
| Clé 1 : MIROH | - Lançamento: 25 de março de 2019 - Gravadora: JYP Entertainment - Formatos: CD, digital download            | 1                          | 15                         | —                          |                            | 3                          | - KOR: 211,793 - JPN: 5,856 - US: 1,000 |
| Clé: Levanter | - Lançamento: 9 de dezembro de 2019 - Gravadora: JYP Entertainment - Formatos: CD, digital download          | 1                          | 17                         |                            |                            | 9                          | - KOR: 231,931 - JPN: 9,116             |
| All In        | - Lançamento: 4 de novembro de 2020 - Gravadora: Epic Records Japan - Formatos: CD, digital download, CD+DVD |                            | 2                          |                            |                            |                            | JPN: 59,361                             |

### Álbuns especiais
| Título             | Detalhes do álbum                                                                                 | Melhor posição nas paradas | Melhor posição nas paradas | Melhor posição nas paradas | Melhor posição nas paradas | Melhor posição nas paradas | Vendas                      |
| Título             | Detalhes do álbum                                                                                 | KOR                        | JPN                        | NZ Heat.                   | TW Five                    | US World                   | Vendas                      |
| ------------------ | ------------------------------------------------------------------------------------------------- | -------------------------- | -------------------------- | -------------------------- | -------------------------- | -------------------------- | --------------------------- |
| Clé 2: Yellow Wood | - Lançamento: 19 de junho de 2019 - Gravadora: JYP Entertainment - Formatos: CD, digital download | 2                          | —                          | -                          | -                          | 9                          | - KOR: 181,742 - JPN: 3,379 |

### Singles
| Título                  | Ano  | Melhor posição nas paradas | Melhor posição nas paradas | Melhor posição nas paradas | Álbum              |
| Título                  | Ano  | US World                   | KOR HOT                    | KOR                        | Álbum              |
| ----------------------- | ---- | -------------------------- | -------------------------- | -------------------------- | ------------------ |
| "Hellevator"            | 2017 | 6                          | —                          | —                          | Mixtape            |
| "District 9"            | 2018 | 10                         | —                          | —                          | I am NOT           |
| "My Pace"               | 2018 | 8                          | —                          | —                          | I am WHO           |
| "I am You"              | 2018 | 19                         | 91                         | —                          | I am YOU           |
| "MIROH"                 | 2019 | 2                          | 51                         | —                          | Cle1 : MIROH       |
| "Side Effects" (부작용) | 2019 | 16                         | 78                         | —                          | Clé 2: Yellow Wood |
| "Double Knot"           | 2019 | 4                          | 99                         | —                          | Clé: Levanter      |
| "Levanter" (바람)"      | 2019 | 14                         | 100                        | —                          | Clé: Levanter      |
| "Mixtape : Gone Days"   | 2019 | 8                          | —                          | —                          | —                  |
| "God's Menu" (神메뉴)   | 2020 | 4                          | —                          | —                          | Go Live            |
| "Back Door"             | 2020 | 2                          | 79                         | —                          | In Life            |
| "All In"                | 2020 | —                          | —                          | —                          | All In             |

## Videografia

### Videoclipes (MVs)
| Título                                                 | Ano  | Diretor(es)                           | Notas                  | Referências |
| ------------------------------------------------------ | ---- | ------------------------------------- | ---------------------- | ----------- |
| "Hellevator"                                           | 2017 | OJun Kwon (AR Film)                   | MV                     | [ 15 ]      |
| "Beware" (Grrr 총량의 법칙)                            | 2018 | Jimmy (BS Pictures)                   | Performance video      | [ 16 ]      |
| "Young Wings" (어린 날개)                              | 2018 | Jimmy (BS Pictures)                   | Performance video      | [ 17 ]      |
| "District 9"                                           | 2018 | Yong-soo Kim (highqualityfish)        | MV                     | [ 18 ]      |
| "Grow Up" (잘 하고 있어)                               | 2018 | Jimmy (BS Pictures)                   | MV                     | [ 19 ]      |
| "Mirror"                                               | 2018 | Jimmy (BS Pictures)                   | Performance Video      | [ 20 ]      |
| "Rock"                                                 | 2018 |                                       | Street Ver.            |             |
| "My Pace"                                              | 2018 |                                       | MV / Performance Video | [ 21 ]      |
| "Insomnia(불면증)"                                     | 2018 |                                       | Street Ver.            | [ 22 ]      |
| "Question"                                             | 2018 |                                       | Street Ver.            |             |
| "Voices"                                               | 2018 |                                       | Performance Video      | [ 23 ]      |
| "M.I.A"                                                | 2018 |                                       | Performance Video      | [ 24 ]      |
| "Awkward Silence" (갑자기 분위기 싸해질 필요 없잖아요) | 2018 | Jimmy (BS Pictures)                   | MV                     | [ 25 ]      |
| "Mixtape#2"                                            | 2018 |                                       | Video                  | [ 26 ]      |
| "I am You"                                             | 2018 |                                       | MV / Performance Video |             |
| "My Side"                                              | 2018 |                                       | Street Ver.            |             |
| "Mixtape#3"                                            | 2018 |                                       | Video                  |             |
| "Get Cool"                                             | 2018 |                                       | MV                     |             |
| "(N/S)" (극과 극)"                                     | 2018 |                                       | Street Ver.            |             |
| "MIROH"                                                | 2019 |                                       | MV                     |             |
| "Boxer"                                                | 2019 |                                       | Street Ver.            |             |
| "Victory Song"                                         | 2019 |                                       | Performance Video      |             |
| "Chronosaurus"                                         | 2019 |                                       | MV                     |             |
| "Mixtape#4"                                            | 2019 |                                       | Street Ver.            |             |
| "부작용" (Side Effects)"                               | 2019 | Jimmy, Dirextor Kim (highqualityfish) | MV                     |             |
| "별생각" (TMT)                                         | 2019 | Jimmy                                 | Video                  |             |
| "Double Knot"                                          | 2019 |                                       | MV                     |             |
| "Astronaut"                                            | 2019 |                                       |                        |             |
| "바람 (Levanter)"                                      | 2019 |                                       | MV                     |             |
| "You Can STAY"                                         | 2019 |                                       |                        |             |
| "Mixtape : Gone Days"                                  | 2019 |                                       | MV                     |             |
| "Double Knot (English Ver.)"                           | 2019 |                                       | Performance Video      |             |
| "바보라도 알아 (Mixtape : On Track)"                   | 2020 |                                       | MV                     |             |
| "TOP -Japanese ver.-"                                  | 2020 |                                       | MV                     |             |
| "神메뉴 (God's Menu)"                                  | 2020 |                                       | MV                     |             |
| "청사진 (Blueprint)"                                   | 2020 |                                       | Video                  |             |
| "Easy"                                                 | 2020 |                                       | MV                     |             |
| "Back Door"                                            | 2020 |                                       | MV                     |             |
| "미친 놈 (Ex)"                                         | 2020 |                                       | Video                  |             |
| "아니 (Any)"                                           | 2020 |                                       | Video                  |             |
| "ALL IN"                                               | 2020 |                                       | MV                     |             |

## Filmografia

### Reality shows
| Ano             | Título                 | Papel        | Canal   | Notas                                                   |
| --------------- | ---------------------- | ------------ | ------- | ------------------------------------------------------- |
| 2018            | Stray Kids             | Principal    | Mnet    | Foi o reality que deu origem a formação do grupo atual. |
| 2018 - presente | The 9th                | Principal    | Youtube | Está em sua 4ª temporada.                               |
| 2018            | Intro: I AM...         | Principal    | Youtube |                                                         |
| 2018 - presente | Two Kids Room          | Principal    | Youtube |                                                         |
| 2018 - presente | SK-Talker              | Principal    | Youtube |                                                         |
| 2018            | SK-Player              | Principal    | Youtube |                                                         |
| 2018            | Amigo TV               | Participação | Youtube |                                                         |
| 2019            | Encontrando Stray Kids | Principal    | Mnet    |                                                         |

## Prêmios e indicações
Ver artigo principal: Lista de prêmios e indicações recebidos por Stray Kids